# Embolotherium
Az Embolotherium az emlősök (Mammalia) osztályának a páratlanujjú patások (Perissodactyla) rendjébe, ezen belül a Brontotheriidae családjába és a Brontotheriinae alcsaládjába tartozó nem.

## Előfordulása
Az Embolotherium Mongólia és Kína területein élt a késő eocén kor idején. A 12 koponyát, a néhány állcsontot, valamint a többi megkövesedett csontot a belső-mongóliai Ulan Gochu lelőhelyen és a mongóliai Irgilin Dzo lelőhelyen találták meg.

## Rendszerezés
A nembe az alábbi 2 faj tartozik:
- Embolotherium andrewsi
- Embolotherium grangeri

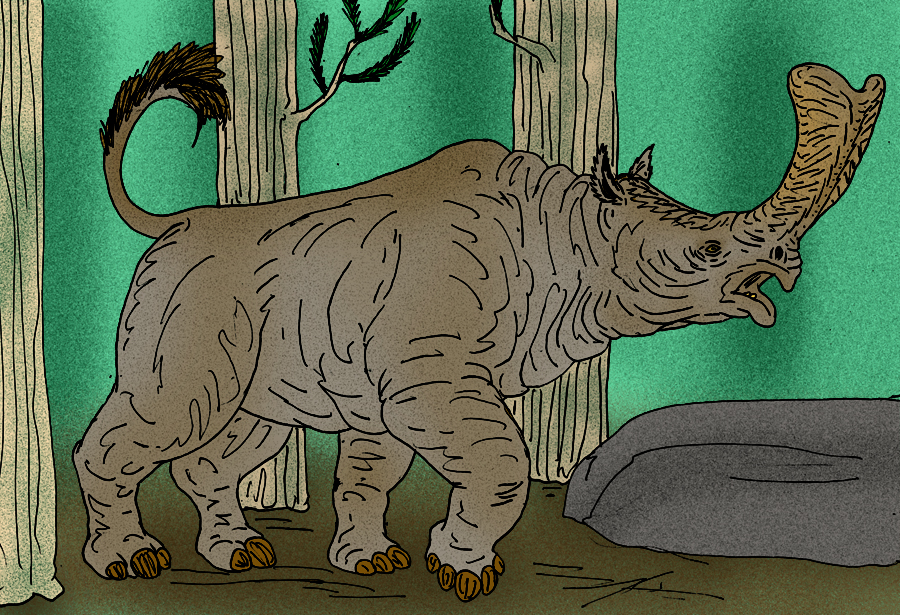
Az Embolotherium andrewsi rekonstrukciója

A fenti két bebizonyított faj mellett, egyesek a következőket is számon tartják: Embolotherium louksi, Embolotherium ultimum, Embolotherium ergilensi és Embolotherium efremovi. Ezek a nevek, nagy valószínűséggel a fentiek szinonimái. E neveket a töredékes és rossz állapotban levőkövületek, valamint a fiatal példányok kapták.
A korábban külön nemként kezelt Titanodectes állcsont maradványokat, manapság az Embolotherium grangeri fajhoz sorolják. A középső eocén korban élt Protembolotherium igen hasonlít az Embolotheriumra, a különbséget csak az előbbi kisebb szarva mutatja.

## Megjelenése

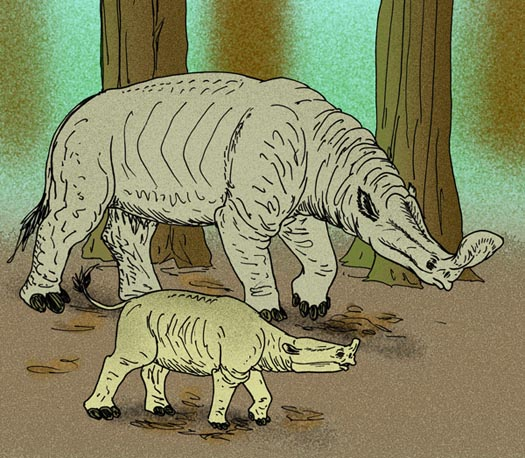
Embolotherium grangeri anya borjával

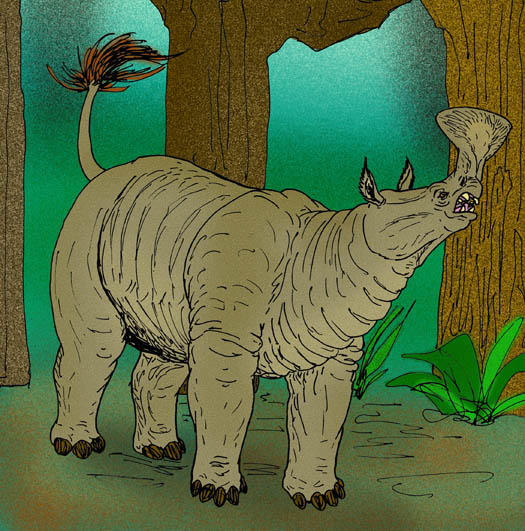
Hangoskodó Embolotherium andrewsi

Az állat orra fölött egy nagy Y alakú csontosképződmény magasodott.
Eddig még nem került elő teljes Embolotherium csontváz, azonban ha az állat koponyáját összehasonlítjuk a többi Brontotheriidae-faj koponyáival, megtudjuk, hogy ennek az állatnak a marmagassága 2,5 méter és testtömege 2000 kilogramm lehetett. Nem ismert hogy e fajokon belül volt-e nemi kétalakúság. Mindegyik talált kövületen jelen van a jellegzetes szarv. Az észak-amerikai Megaceropsoktól eltérően, amelyeknek erős, harcképes szarvaik voltak, az Embolotherium-fajok szarvai belül üregesek és törékenyek voltak, tehát inkább díszként és nem fegyverként szolgáltak. A szarvban levő üregek miatt, egyes őslénykutatók szerint a hangok felerősítésében játszhatott szerepet.

## Embolotherium a képernyőn
Az Embolotheriumot bemutatják az „Ősállatok között” (Walking with Beasts) című hatrészes televíziós sorozat 2. részében (A bálnaölő). Ez az állat az „Őslények kalandorai” (Primeval) brit tudományos-fantasztikus televíziós sorozat harmadik évadának a 9. részében is szerepel.

### Fordítás
- Ez a szócikk részben vagy egészben  az   Embolotherium című angol Wikipédia-szócikk ezen változatának fordításán alapul.  Az eredeti cikk szerkesztőit annak laptörténete sorolja fel. Ez a jelzés csupán a megfogalmazás eredetét és a szerzői jogokat jelzi, nem szolgál a cikkben szereplő információk forrásmegjelöléseként.